# Wilhelm Carpelan (förbindelsefartyg, 1915)

M/S Wilhelm  Carpelan är ett före detta förbindelsefartyg som byggdes år 1915 på Maskin och Bro i Helsingfors åt den kejserliga ryska flottan. Det ingick i en serie av fyra likadana fartyg och användes av  kustartilleriet under namnet S4 Kartesch.
Fartyget konfiskerades, tillsammans med systerfartygen, av Finlands marin och döptes om till Wilhelm Carpelan efter en tidigare generallöjtnant med samma namn. Efter andra världskriget användes det som minsvepare i Finska viken och återgick senare till rollen som förbindelsefartyg. År 1977 såldes fartyget till en privatperson som fritidsfartyg.
År 1995 upptogs Wilhelm Carpelan i Museiverkets register över museifartyg och genomgick en grundlig renovering.
Efter flera ägarbyten skänktes Wilhelm Carpelan år 2013 till Forum Marinum i Åbo och två år senare öppnade fartyget för besökare.